# Oest-Poloejcultuur
De Oest-Poloejcultuur was een archeologische cultuur uit de ijzertijd (4e eeuw v.Chr. tot 2e eeuw na Christus). De archeologische vindplaatsen bevinden zich in de Jamal-Nenetsische autonome okroeg aan de benedenloop van de Ob. De typesite is het in 1932 ontdekte oude heiligdom van Oest-Poloej aan de rivier de Poloej, 4 kilometer van Salechard.

## Cultuur
De vertegenwoordigers van de cultuur woonden in versterkte dorpen bestaande uit kuilwoningen. De gereedschappen waren gemaakt van been en steen, maar ook bronzen sieraden en ijzeren messen kwamen voor. Bij opgravingen van nederzettingen werd aardewerk gevonden in de vorm van fragmenten van vaten op hoge conische voeten, evenals gereedschappen voor het smelten van brons. Onder de wapens kenden de Oest-Poloej-mensen de pijl en boog, lichte speren en benen harpoenen.
Het is mogelijk dat de Oest-Poloejcultuur een noordelijke versie was van de Koelajkacultuur.

## Economie
De voornaamste bezigheid was de jacht en de visserij op nomadische stijl. De inwoners van Oest-Poloej reden op hondensleeën. Isotopenanalyse van de overblijfselen van honden en mensen uit Oest-Poloej uit de periode 250-150 v.Chr. toonde aan dat men de honden vis voerde.

## Etniciteit
Wetenschappers suggereren dat het Oest-Poloej-volk een Paleosiberische taal sprak. De Oest-Poloej-mensen werden mogelijk geassimileerd door de Nenetsen, die de oorspronkelijke bewoners van het gebied mogelijk de "Sirtja" noemden.

## Afbeeldingen

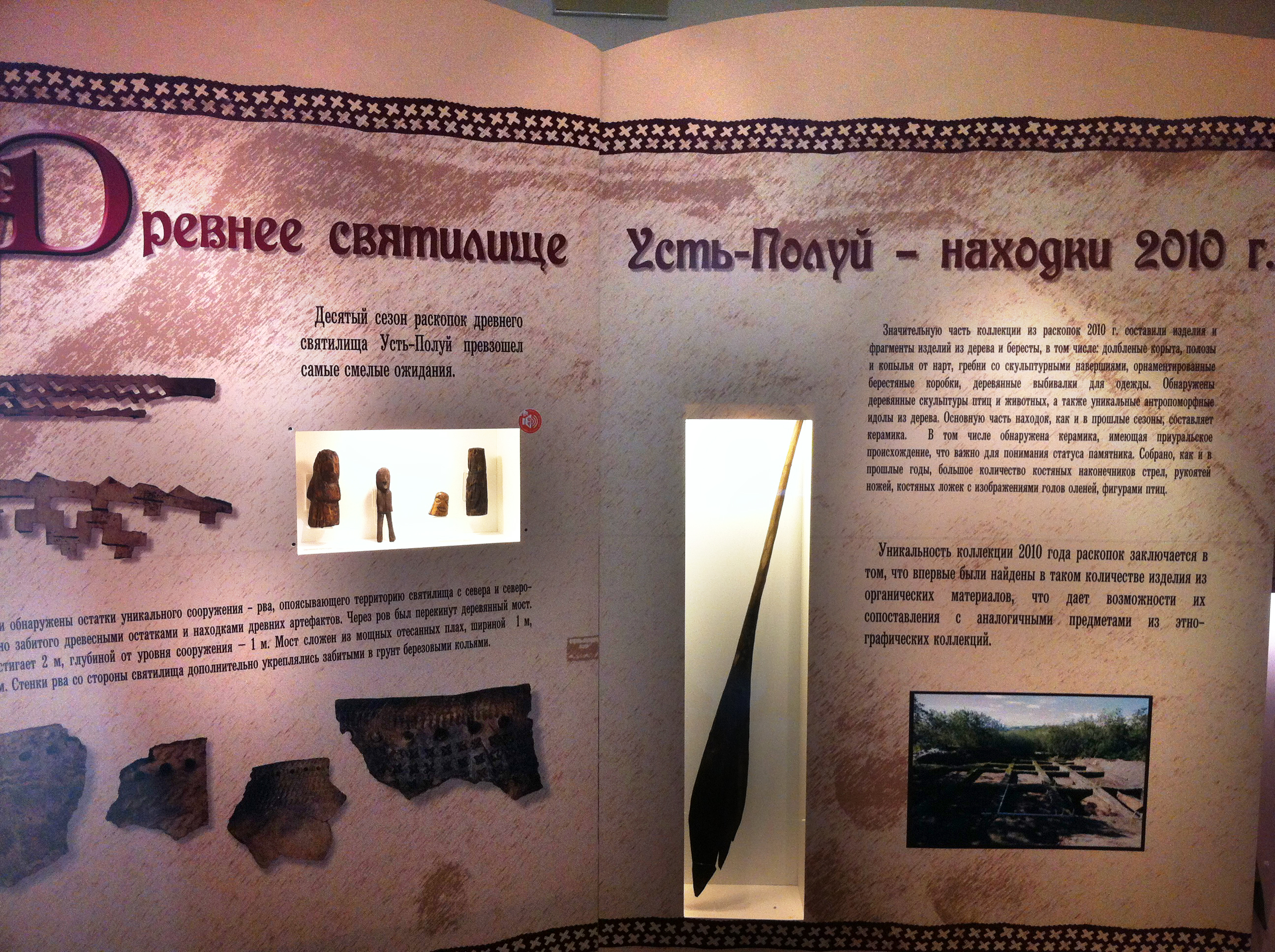
vondsten van het heiligdom van Oest-Poloej
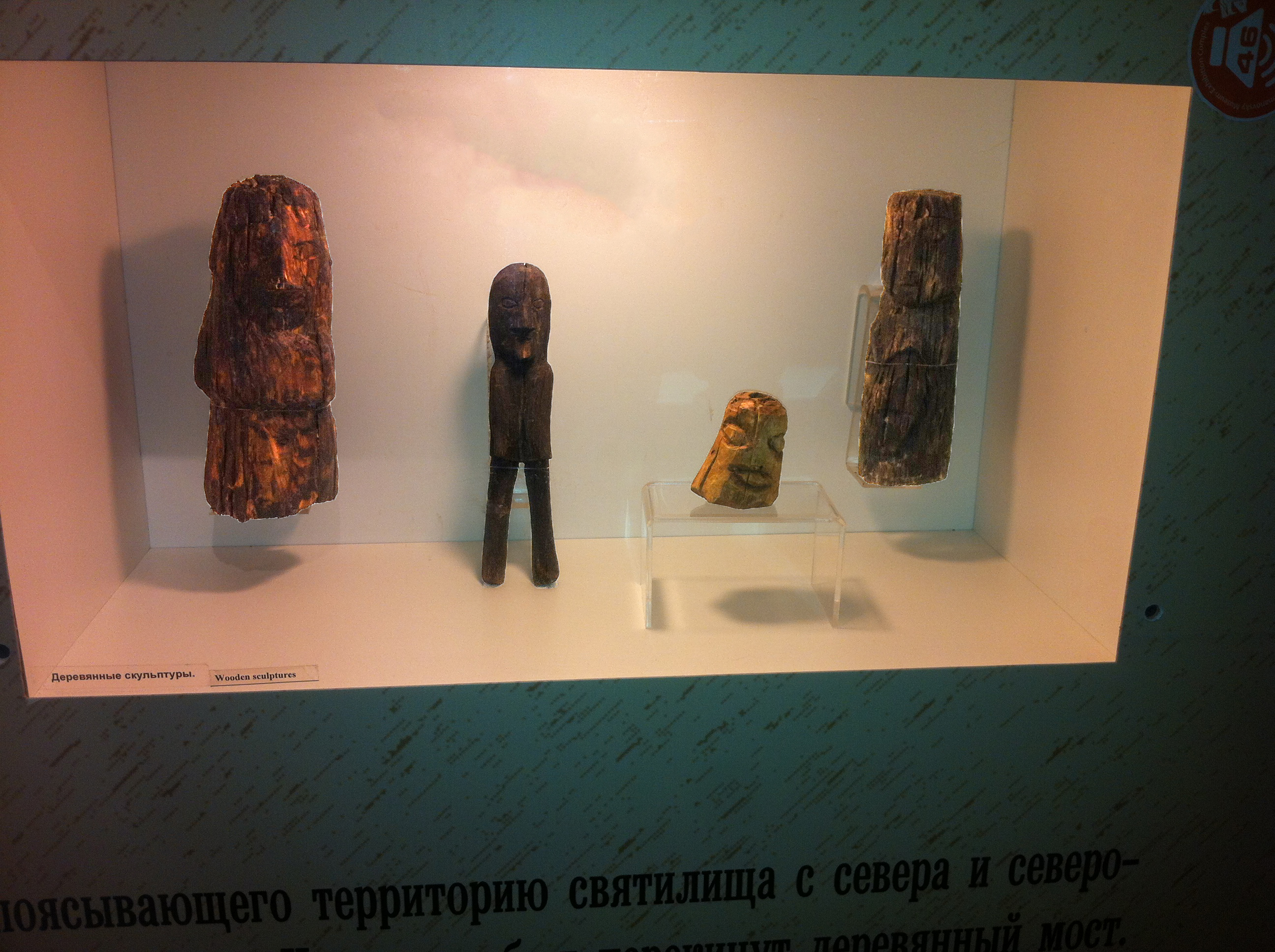
vondsten van het heiligdom van Oest-Poloej
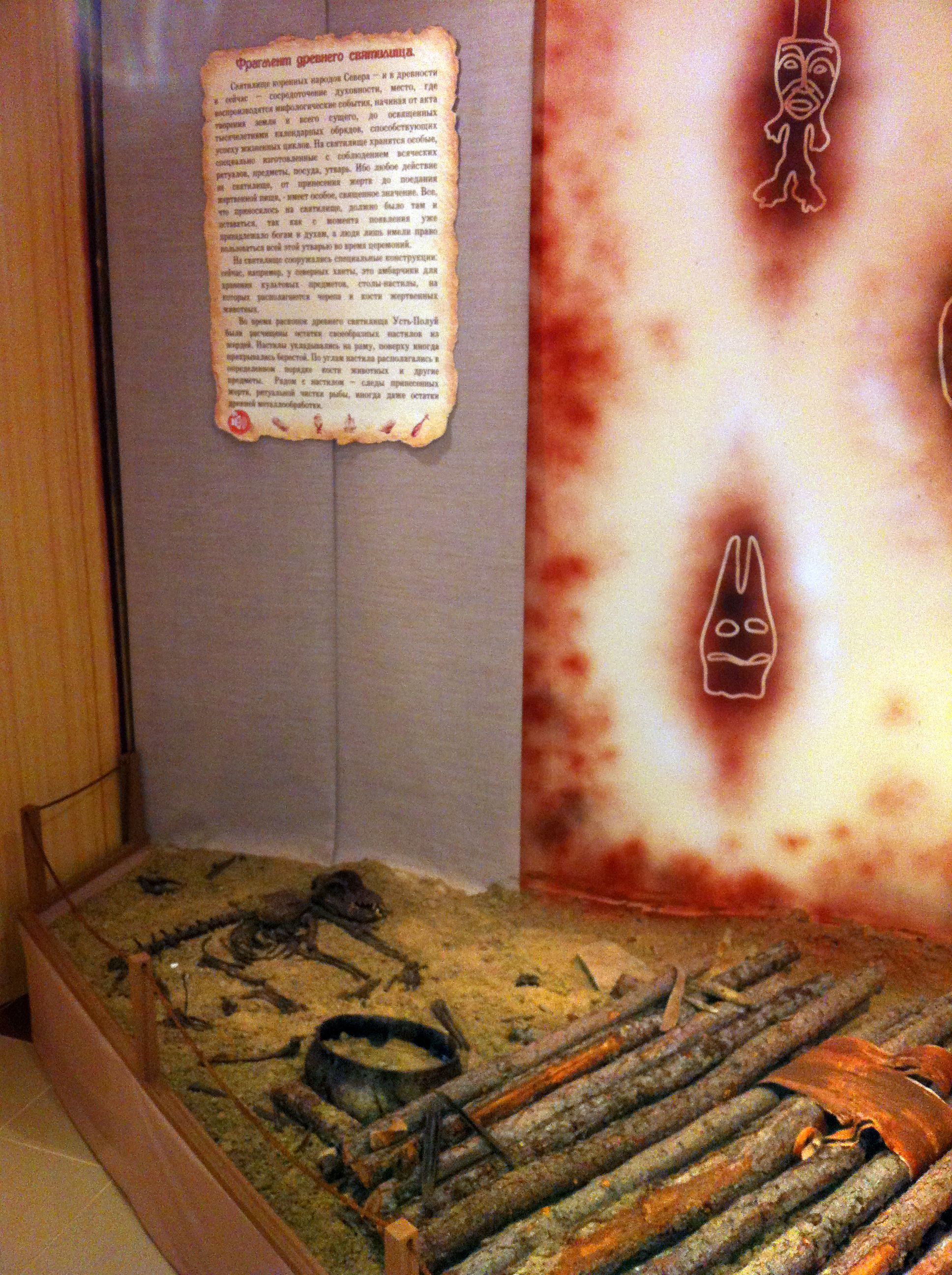
fragment van het heiligdom van Oest-Poloej
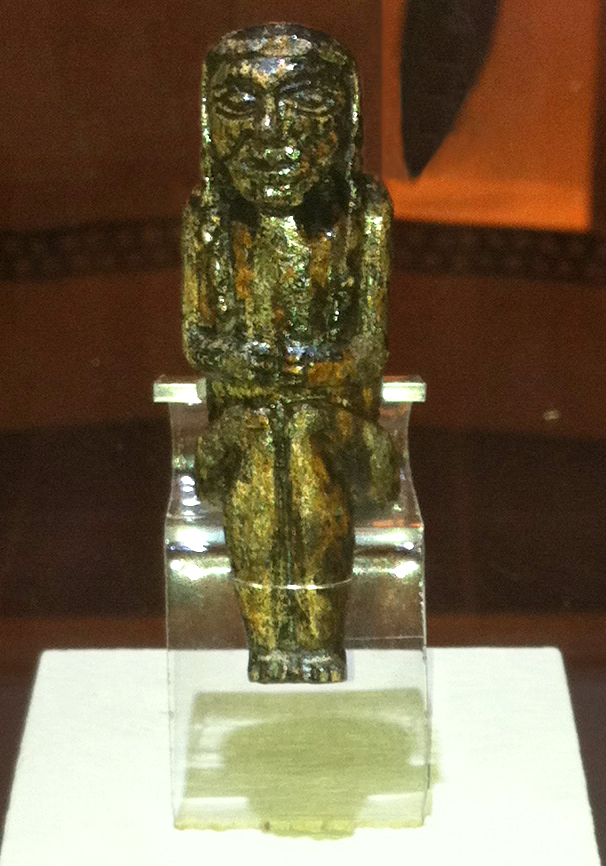
beeldje van een man gemaakt van een rendiergewei (Oest-Poloej)